# صالة القصر الكبير المؤقتة
صالة القصر الكبير المؤقتة (بالفرنسية: Grand Palais éphémère)‏ هي قاعة عرض مؤقتة في منطقة شون دو مارس للمهندس المعماري جان ميشيل ويلموت. تم افتتاح القاعة بمساحة 10.000 م 2 في عام 2021  ومن المقرر تفكيكها في عام 2024. والغرض منها هو استضافة المعارض بينما يتم تجديد القصر الكبير لدورة الألعاب الأولمبية الصيفية لعام 2024 . ستستضيف الصالة فعاليات الجودو والمصارعة في دورة الألعاب الأولمبية الصيفية لعام 2024.